# Јан Муршак
Јан Муршак (словен. Jan Muršak — Марибор, 20. јануар 1988) професионални је словеначки хокејаш на леду који игра на позицијама централног и крилног нападача.
Члан је сениорске репрезентације Словеније за коју је на међународној сцени дебитовао на светском првенству 2010. (турнир прве дивизије). Био је део словеначког олимпијског тима на њиховом дебитантском наступу на олимпијском турниру, на ЗОИ 2014. у Сочију.

## Каријера
Учествовао је на улазном драфту НХЛ лиге 2006. где га је као 182. пика у шестој рунди одабрала екипа Детроит ред вингса. Након драфта одлази у Америку где наредне две сезоне игра у развојној лиги Онтарија, а потом 2008. по окончању јуниорске каријере потписује први професионални уговор са екипом Гранд Рапид грифонси иначе филијалом Ред вингса.
За Ред вингде први пут је заиграо 28. децембра 2010. на утакмици против Колорадо аваланча поставши тако тек други словеначки хокејаш који је заиграо у НХЛ лиги (пре њега то је успело за руком само Анжеу Копитару који је играо за Лос Анђелес кингсе). Први погодак у лиги постигао је 10. јануара 2011. против Аваланча.
Током локаута у НХЛ-у у сезони 2012/13. играо је за словеначку Олимпију у ЕБЕЛ лиги. На крају те сезоне поново се враћа у Европу где игра за руске клубове Амур и ЦСКА, а од 2017. и Торпедо из Нижњег Новгорода.